# Fußball-Club Bayern Hof 1910 1977-1978
Questa voce raccoglie le informazioni riguardanti il Fußball-Club Bayern Hof 1910 nelle competizioni ufficiali della stagione 1977-1978.

## Stagione
Nella stagione 1977-1978 il Bayern Hof, allenato da István Sztáni e Siegfried Stark, concluse il campionato di 2. Bundesliga al 17º posto. In Coppa di Germania il Bayern Hof fu eliminato al primo turno dal Concordia Amburgo.

## Rosa
| N. |                     | Ruolo | Calciatore          |
| -- | ------------------- | ----- | ------------------- |
|    | Germania (bandiera) | P     | Norbert Kleider     |
|    | Germania (bandiera) | P     | Eberhard Leppert    |
|    | Germania (bandiera) | P     | Manfred Seifert     |
|    | Germania (bandiera) | D     | Franz Dürrschmidt   |
|    | Germania (bandiera) | D     | Rudolf Fichtner     |
|    | Germania (bandiera) | D     | Bernd Gleich        |
|    | Germania (bandiera) | D     | Paul Steinhäuser    |
|    | Germania (bandiera) | D     | Lothar Wolf         |
|    | Germania (bandiera) | C     | Klaus-Ulrich Blümig |
|    | Germania (bandiera) | C     | August Deutscher    |
|    | Germania (bandiera) | C     | Hans-Oskar Feulner  |
|    | Germania (bandiera) | C     | Klaus Klein         |

| N. |                     | Ruolo | Calciatore        |
| -- | ------------------- | ----- | ----------------- |
|    | Germania (bandiera) | C     | Manfred Knapp     |
|    | Germania (bandiera) | C     | Hans Krostina     |
|    | Germania (bandiera) | C     | Albert Leder      |
|    | Germania (bandiera) | C     | Werner Thüroff    |
|    | Germania (bandiera) | C     | Gerhard Wohnsland |
|    | Germania (bandiera) | A     | Josef Beller      |
|    | Spagna (bandiera)   | A     | José Diaz         |
|    | Germania (bandiera) | A     | Reinhard Lippert  |
|    | Germania (bandiera) | A     | Günther Michl     |
|    | Germania (bandiera) | A     | Hartmut Werner    |
|    | Germania (bandiera) | A     | Karl-Heinz Zapf   |

## Organigramma societario
Area tecnica
- Allenatore: Siegfried Stark
- Allenatore in seconda:
- Preparatore dei portieri:
- Preparatori atletici:

## Calciomercato

### Sessione estiva
| Acquisti | Acquisti         | Acquisti        | Acquisti |
| R.       | Nome             | da              | Modalità |
| -------- | ---------------- | --------------- | -------- |
| C        | Hans Krostina    | Rot-Weiss Essen |          |
| A        | Josef Beller     | ESV Ingolstadt  |          |
| D        | Paul Steinhäuser | Schweinfurt 05  |          |

| Cessioni | Cessioni | Cessioni | Cessioni |
| R.       | Nome     | a        | Modalità |
| -------- | -------- | -------- | -------- |

### Sessione invernale
| Acquisti | Acquisti     | Acquisti        | Acquisti |
| R.       | Nome         | da              | Modalità |
| -------- | ------------ | --------------- | -------- |
| C        | Albert Leder | Westfalia Herne |          |

| Cessioni | Cessioni | Cessioni | Cessioni |
| R.       | Nome     | a        | Modalità |
| -------- | -------- | -------- | -------- |

## Risultati

### 2. Bundesliga

#### Girone di andata
| Arbitro: | Michel |

|                                 |           |              |
| Feulner 6’ Beller 22’ Michl 50’ | Marcatori | 73’ Heinlein |

| Arbitro: | Treib |

|                                               |           |  |
| Flindt-Bjerg 34’ Krauth 35’ Kohlenbrenner 41’ | Marcatori |  |

| Arbitro: | Boos |

|                                |           |                        |
| Feulner 23’ Zapf 53’ Klein 73’ | Marcatori | 3’ Vogtmann 38’ Derigs |

| Arbitro: | Möckel |

|                           |           |  |
| Sterz 21’ Hiestermann 64’ | Marcatori |  |

| Arbitro: | Dölfel |

|                       |           |          |
| Beller 22’ Blümig 63’ | Marcatori | 13’ Koch |

| Arbitro: | Quindeau |

|                                      |           |  |
| Blechschmidt 34’ Müller 42’ Bitz 63’ | Marcatori |  |

| Arbitro: | Scheffner |

|  |           |              |
|  | Marcatori | 58’ Bechtold |

| Arbitro: | Kinzinger |

|                        |           |            |
| Klein 14’ Trimhold 76’ | Marcatori | 55’ Blümig |

| Arbitro: | Drescher |

|                     |           |  |
| Fichtner 67’ (rig.) | Marcatori |  |

| Arbitro: | Vielsack |

|  |           |                        |
|  | Marcatori | 78’ Werner 87’ Feulner |

| Arbitro: | Hellwig |

|           |           |  |
| Michl 77’ | Marcatori |  |

| Arbitro: | Schumann |

|                       |           |  |
| Kehl 55’ Allgöwer 83’ | Marcatori |  |

| Arbitro: | Karr |

|             |           |                     |
| Feulner 26’ | Marcatori | 13’ Ganz 20’ Patzer |

| Arbitro: | Brückner |

|                                                   |           |            |
| Leiendecker 14’, 41’, 65’ Histing 49’ Müllner 81’ | Marcatori | 28’ Blümig |

| Arbitro: | Röder |

|              |           |             |
| Krostina 23’ | Marcatori | 62’ Günther |

| Arbitro: | Möckel |

|                                      |           |  |
| Bleckert 62’ Hansen 77’ Sommerer 85’ | Marcatori |  |

| Arbitro: | Linn |

|                                  |           |                |
| Lachmann 39’ Vogel 53’ Böhni 59’ | Marcatori | 37’, 61’ Michl |

| Arbitro: | Karr |

|                       |           |  |
| Beller 40’ Werner 66’ | Marcatori |  |

| Arbitro: | Quindeau |

|                                            |           |  |
| Weyerich 54’ (rig.) Täuber 61’ Walitza 65’ | Marcatori |  |

#### Girone di ritorno
| Arbitro: | Dellwing |

|                                          |           |                      |
| Heubeck 20’ Heinlein 39’, 64’ Lambie 75’ | Marcatori | 10’ (aut.) Grabmeier |

| Arbitro: | Gaus |

|                       |           |                                    |
| Feulner 24’ Michl 56’ | Marcatori | 20’ Günther 26’ Trenkel 57’ Becker |

| Arbitro: | Nickel |

|                                    |           |                           |
| Vogtmann 6’, 67’ (rig.) Derigs 63’ | Marcatori | 27’ Feulner 61’ Deutscher |

| Hof (Baviera) 25 marzo 1978 23ª giornata | Bayern Hof | 0 – 0 referto | FV Würzburg 04 | Stadion Grüne Au (2 500 spett.)\| Arbitro: \| Nützel \| |
| Arbitro:                                 | Nützel     |               |                |                                                         |

| Arbitro: | Hellwig |

|              |           |                       |
| Emmerich 18’ | Marcatori | 19’ Krostina 89’ Zapf |

| Arbitro: | Ulm |

|             |           |  |
| Feulner 53’ | Marcatori |  |

| Arbitro: | Therre |

|                                     |           |           |
| Cestonaro 37’, 61’, 70’ Drexler 48’ | Marcatori | 42’ Michl |

| Arbitro: | Vielsack |

|                |           |             |
| Feulner 5’, 7’ | Marcatori | 62’ Posniak |

| Arbitro: | Dölfel |

|                |           |           |
| Tripbacher 69’ | Marcatori | 30’ Michl |

| Arbitro: | Wohlfarth |

|           |           |           |
| Werner 9’ | Marcatori | 17’ Braun |

| Arbitro: | Schmoock |

|                      |           |  |
| Ney 13’ Subklewe 65’ | Marcatori |  |

| Arbitro: | Brückner |

|                     |           |              |
| Fichtner 27’ (rig.) | Marcatori | 54’ Hoffmann |

| Arbitro: | Dellwing |

|              |           |             |
| Bronnert 28’ | Marcatori | 45’ Feulner |

| Arbitro: | Correll |

|              |           |                                  |
| Krostina 56’ | Marcatori | 63’ Michelberger 73’ Leiendecker |

| Arbitro: | Ulm |

|                             |           |             |
| Seubert 26’ (rig.) Klag 78’ | Marcatori | 2’ Krostina |

| Arbitro: | Frickel |

|                      |           |                 |
| Wolf 32’ Feulner 69’ | Marcatori | 56’ Tochtermann |

| Arbitro: | Dreher |

|            |           |              |
| Beller 44’ | Marcatori | 69’ Lachmann |

| Arbitro: | Engel |

|  |           |            |
|  | Marcatori | 74’ Werner |

| Arbitro: | Messmer |

|                                                  |           |  |
| Fichtner 3’ (rig.) Michl 45’ Zapf 55’ Beller 82’ | Marcatori |  |

### Coppa di Germania
| Arbitro: | Heitmann |

|                         |           |  |
| Wagner 58’ Eplinius 79’ | Marcatori |  |

## Statistiche

### Statistiche di squadra
| Competizione      | Punti | In casa | In casa | In casa | In casa | In casa | In casa | In trasferta | In trasferta | In trasferta | In trasferta | In trasferta | In trasferta | Totale | Totale | Totale | Totale | Totale | Totale | DR  |
| Competizione      | Punti | G       | V       | N       | P       | Gf      | Gs      | G            | V            | N            | P            | Gf           | Gs           | G      | V      | N      | P      | Gf     | Gs     | DR  |
| ----------------- | ----- | ------- | ------- | ------- | ------- | ------- | ------- | ------------ | ------------ | ------------ | ------------ | ------------ | ------------ | ------ | ------ | ------ | ------ | ------ | ------ | --- |
| 2. Bundesliga     | 33    | 19      | 10      | 5       | 4       | 29      | 18      | 19           | 3            | 2            | 14           | 16           | 44           | 38     | 13     | 7      | 18     | 45     | 62     | -17 |
| Coppa di Germania | -     | 0       | 0       | 0       | 0       | 0       | 0       | 1            | 0            | 0            | 1            | 0            | 2            | 1      | 0      | 0      | 1      | 0      | 2      | -2  |
| Totale            | 33    | 19      | 10      | 5       | 4       | 29      | 18      | 20           | 3            | 2            | 15           | 16           | 46           | 39     | 13     | 7      | 19     | 45     | 64     | -19 |

### Andamento in campionato
| Giornata  | 1 | 2  | 3  | 4  | 5  | 6  | 7  | 8  | 9  | 10 | 11 | 12 | 13 | 14 | 15 | 16 | 17 | 18 | 19 | 20 | 21 | 22 | 23 | 24 | 25 | 26 | 27 | 28 | 29 | 30 | 31 | 32 | 33 | 34 | 35 | 36 | 37 | 38 |
| --------- | - | -- | -- | -- | -- | -- | -- | -- | -- | -- | -- | -- | -- | -- | -- | -- | -- | -- | -- | -- | -- | -- | -- | -- | -- | -- | -- | -- | -- | -- | -- | -- | -- | -- | -- | -- | -- | -- |
| Luogo     | C | T  | C  | T  | C  | T  | C  | T  | C  | T  | C  | T  | C  | T  | C  | T  | T  | C  | T  | T  | C  | T  | C  | T  | C  | T  | C  | T  | C  | T  | C  | T  | C  | T  | C  | C  | T  | C  |
| Risultato | V | P  | V  | P  | V  | P  | P  | P  | V  | V  | V  | P  | P  | P  | N  | P  | P  | V  | P  | P  | P  | P  | N  | V  | V  | P  | V  | N  | N  | P  | N  | N  | P  | P  | V  | N  | V  | V  |
| Posizione | 5 | 11 | 11 | 12 | 12 | 14 | 14 | 14 | 14 | 12 | 9  | 12 | 13 | 14 | 14 | 16 | 17 | 15 | 17 | 18 | 18 | 18 | 18 | 18 | 16 | 18 | 16 | 16 | 15 | 16 | 17 | 17 | 17 | 17 | 17 | 17 | 17 | 17 |

Legenda:

Luogo: C = Casa; T = Trasferta. Risultato: V = Vittoria; N = Pareggio; P = Sconfitta.

### Statistiche dei giocatori
| Giocatore      | 2. Bundesliga | 2. Bundesliga | 2. Bundesliga | 2. Bundesliga | Coppa di Germania | Coppa di Germania | Coppa di Germania | Coppa di Germania | Totale   | Totale | Totale      | Totale     |
| Giocatore      | Presenze      | Reti          | Ammonizioni   | Espulsioni    | Presenze          | Reti              | Ammonizioni       | Espulsioni        | Presenze | Reti   | Ammonizioni | Espulsioni |
| -------------- | ------------- | ------------- | ------------- | ------------- | ----------------- | ----------------- | ----------------- | ----------------- | -------- | ------ | ----------- | ---------- |
| J. Beller      | 30            | 5             | 2             | 0             | 1                 | 0                 | 0                 | 0                 | 31       | 5      | 2           | 0          |
| K. Blümig      | 33            | 3             | 2             | 0             | 1                 | 0                 | 0                 | 0                 | 34       | 3      | 2           | 0          |
| A. Deutscher   | 31            | 1             | 1             | 0             | 0                 | 0                 | 0                 | 0                 | 31       | 1      | 1           | 0          |
| J. Diaz        | 1             | 0             | 0             | 0             | 1                 | 0                 | 0                 | 0                 | 2        | 0      | 0           | 0          |
| F. Dürrschmidt | 26            | 0             | 7             | 0             | 1                 | 0                 | 0                 | 0                 | 27       | 0      | 7           | 0          |
| H. Feulner     | 38            | 11            | 2             | 0             | 1                 | 0                 | 0                 | 0                 | 39       | 11     | 2           | 0          |
| R. Fichtner    | 35            | 3             | 4             | 0             | 1                 | 0                 | 0                 | 0                 | 36       | 3      | 4           | 0          |
| B. Gleich      | 3             | 0             | 1             | 0             | 0                 | 0                 | 0                 | 0                 | 3        | 0      | 1           | 0          |
| N. Kleider     | 5             | 0             | 0             | 0             | 0                 | 0                 | 0                 | 0                 | 5        | 0      | 0           | 0          |
| K. Klein       | 24            | 1             | 0             | 0             | 1                 | 0                 | 0                 | 0                 | 25       | 1      | 0           | 0          |
| M. Knapp       | 7             | 0             | 1             | 0             | 0                 | 0                 | 0                 | 0                 | 7        | 0      | 1           | 0          |
| H. Krostina    | 24            | 4             | 3             | 0             | 0                 | 0                 | 0                 | 0                 | 24       | 4      | 3           | 0          |
| A. Leder       | 8             | 0             | 0             | 0             | 0                 | 0                 | 0                 | 0                 | 8        | 0      | 0           | 0          |
| E. Leppert     | 0             | 0             | 0             | 0             | 0                 | 0                 | 0                 | 0                 | 0        | 0      | 0           | 0          |
| R. Lippert     | 0             | 0             | 0             | 0             | 0                 | 0                 | 0                 | 0                 | 0        | 0      | 0           | 0          |
| G. Michl       | 35            | 8             | 9             | 0             | 1                 | 0                 | 0                 | 0                 | 36       | 8      | 9           | 0          |
| M. Seifert     | 37            | 0             | 0             | 0             | 1                 | 0                 | 0                 | 0                 | 38       | 0      | 0           | 0          |
| P. Steinhäuser | 25            | 0             | 2             | 2             | 1                 | 0                 | 0                 | 0                 | 26       | 0      | 2           | 2          |
| W. Thüroff     | 19            | 0             | 0             | 0             | 0                 | 0                 | 0                 | 0                 | 19       | 0      | 0           | 0          |
| H. Werner      | 16            | 4             | 1             | 0             | 0                 | 0                 | 0                 | 0                 | 16       | 4      | 1           | 0          |
| G. Wohnsland   | 6             | 0             | 0             | 0             | 0                 | 0                 | 0                 | 0                 | 6        | 0      | 0           | 0          |
| L. Wolf        | 31            | 1             | 6             | 0             | 1                 | 0                 | 0                 | 0                 | 32       | 1      | 6           | 0          |
| K. Zapf        | 34            | 3             | 0             | 0             | 1                 | 0                 | 0                 | 0                 | 35       | 3      | 0           | 0          |